# Neidling
Neidling è un comune austriaco di 1 448 abitanti nel distretto di Sankt Pölten-Land, in Bassa Austria; ha lo status di comune mercato (Marktgemeinde).